# Premios Siete Estrellas del Deporte
Los Premios Siete Estrellas del Deporte son unos galardones otorgados por la Comunidad de Madrid (España) a los deportistas de la comunidad más destacados del año anterior.
El premio se entrega anualmente desde 1987 y son premiadas diferentes categorías.

## Galardón
El premio consiste en una estatuilla con una M mayúscula y en ella las siete estrellas de la bandera de la Comunidad de Madrid.

## Palmarés de los últimos años
| Edición | Año         | Mejor deportista masculino                                       | Mejor deportista femenina                                 | Entidad deportiva más destacada                                 | Promesa del deporte                              | Fomento del deporte CAM                                               | Fomento del deporte (privado)                         | Fomento de "valores"                                                          | Premio especial                                                 |
| ------- | ----------- | ---------------------------------------------------------------- | --------------------------------------------------------- | --------------------------------------------------------------- | ------------------------------------------------ | --------------------------------------------------------------------- | ----------------------------------------------------- | ----------------------------------------------------------------------------- | --------------------------------------------------------------- |
| XVII    | 2000        | Vicente del Bosque (fútbol)                                      | Gema Hassen-Bey (esgrima paralímpica)                     | Sala de Armas de Madrid (esgrima)                               | Iván Leal Reglero (karate)                       |                                                                       | Guillermo Jiménez Ramos (dirigente deportivo)         | Pedro Tapia (Hockey hierba)                                                   | Juan de Dios Román (balonmano)                                  |
| XVIII   | 2001        | Alberto García Fernández (atletismo) Rafael Guijosa (balonmano)  |                                                           | Escuela de fútbol de Brunete (fútbol siete)                     | Chema Martínez (atletismo)                       |                                                                       | Casbega SA (Cocacola) Librería deportiva Esteban Sanz | Al filo de lo imposible (programa de RTVE)                                    | Luis Aragonés (fútbol)                                          |
| XIX     | 2002        | Iker Casillas (fútbol)                                           | Amaya Valdemoro (baloncesto)                              | Club de Campo Villa de Madrid                                   | Chema Martínez (atletismo)                       | Ayuntamiento de San Agustín de Guadalix                               | Diario As                                             | Madrid 2012 (Oficina olímpica)                                                |                                                                 |
| XX      | 2003        | Fernando Torres (fútbol)                                         | Ana Burgos (triatlón)                                     | Interviú Boomerang                                              |                                                  | Ayuntamiento de Pozuelo de Alarcón                                    | FUNDAL y Radio Marca                                  | Enrique Franco (Unipublic)                                                    |                                                                 |
| XXI     | 2004        | Carlos Castaño Panadero (ciclismo)                               | Patricia Moreno Sánchez (gimnasia)                        | CB Estudiantes                                                  | Rafael Martínez Barrena (gimnasia)               | Ayuntamiento de Madrid                                                | Ibercaja                                              | Gonzalo Villamaría (Deporte de Orientación)                                   | Manuel Santana (tenis)                                          |
| XXII    | 1997        | Ronaldo Nazario (fútbol)                                         | Teresa Ruiz Valderas (Caza menor con perro)               | CB Fuenlabrada                                                  | Rubén Montesinos (taekwondo)                     | Ayuntamiento de Rivas-Vaciamadrid                                     |                                                       |                                                                               | Ángel Nieto (motociclismo)                                      |
| XXIII   | 2006        | Jorge Garbajosa (baloncesto)                                     | Chus Rosa (Hockey Hierba)                                 | Club Natación Ondarreta                                         |                                                  | Club Alpino Español (Centenario)                                      | Grupo Mahou-San Miguel                                | Sergio Martínez Herrero                                                       | Francisco Fernández Ochoa (esquí) / Pepu Hernández (baloncesto) |
| XXIV    | 2007        | Alberto Contador (ciclismo)                                      | Carlota Castrejana (triple salto)                         | Real Madrid CF                                                  | Javier Martí (tenis)                             | Ayuntamiento de Alcobendas                                            | Ibercaja                                              | Club Deportivo Hercesa                                                        |                                                                 |
| XXV     | 2008        | Fernando Verdasco (tenis)                                        | Almudena Cid (gimnasia rítmica)                           | Rayo Vallecano Femenino                                         | Patricia Castro (natación)                       | Ayuntamiento de Alcalá de Henares                                     | Compañía Last Lap                                     | Fundación Atlético de Madrid                                                  |                                                                 |
| XXVI    | 2009        | Gabriel Campillo (boxeo)                                         | María de Villota (automovilismo)                          | Club de Campo (hockey)                                          | David de Gea (fútbol)                            | Ayuntamiento de Torrejón de Ardoz                                     | Mutua Madrileña                                       | Fundación También                                                             |                                                                 |
| XXVII   | 2010        | Felipe Reyes (baloncesto)                                        | Alba Cabello (sincronizada)                               | Fútbol Sala Femenino Móstoles                                   | Álvaro Domínguez (fútbol)                        | Ayuntamiento de San Martín de la Vega                                 | Asociación Deportiva MAPOMA                           | Toni Nadal (entrenador)                                                       |                                                                 |
| XXVIII  | 2012 - 2013 | José Javier Hombrados (balonmano)                                | Elisa Aguilar (baloncesto)                                | Agrupación Deportiva Marathon                                   | Daniel Caverzaschi (tenis en silla de ruedas)    | Ayuntamiento de Alcorcón                                              | Vicente Temprano (dirigente deportivo)                | Teresa Silva (Fundación También)                                              |                                                                 |
| XXIX    | 2014 - 2015 | Javier Fernández (patinaje artístico) / Jesús España (atletismo) | Sandra Aguilar (gimnasia rítmica) / Eva Calvo (taekwondo) | CD Gredos San Diego / CD Futsi Atlético Féminas de Navalcarnero | Alicia Marín (arquera) / Hugo González (nadador) | Ayuntamiento de Alcobendas / Ayuntamiento de San Agustín del Guadalix | Banco de Sabadell / Europa Press                      | Roberto Alcaide (ciclismo paralímpico) / Manuel del Río (entrenador de boxeo) | Eva Moral (triatlón y ciclismo paralímpico)                     |
| XXX     | 2016 - 2018 | Sergio Ramos (fútbol)                                            | Sara Andrés (atletismo paralímpico)                       | Atlético de Madrid Femenino                                     | Jesús Tortosa (taekwondo)                        | Ayuntamiento de Las Rozas de Madrid                                   | Fundación Sanitas                                     | Camino Martínez de la Riva (INAS)                                             |                                                                 |